# St. Mauritius (Neufra)

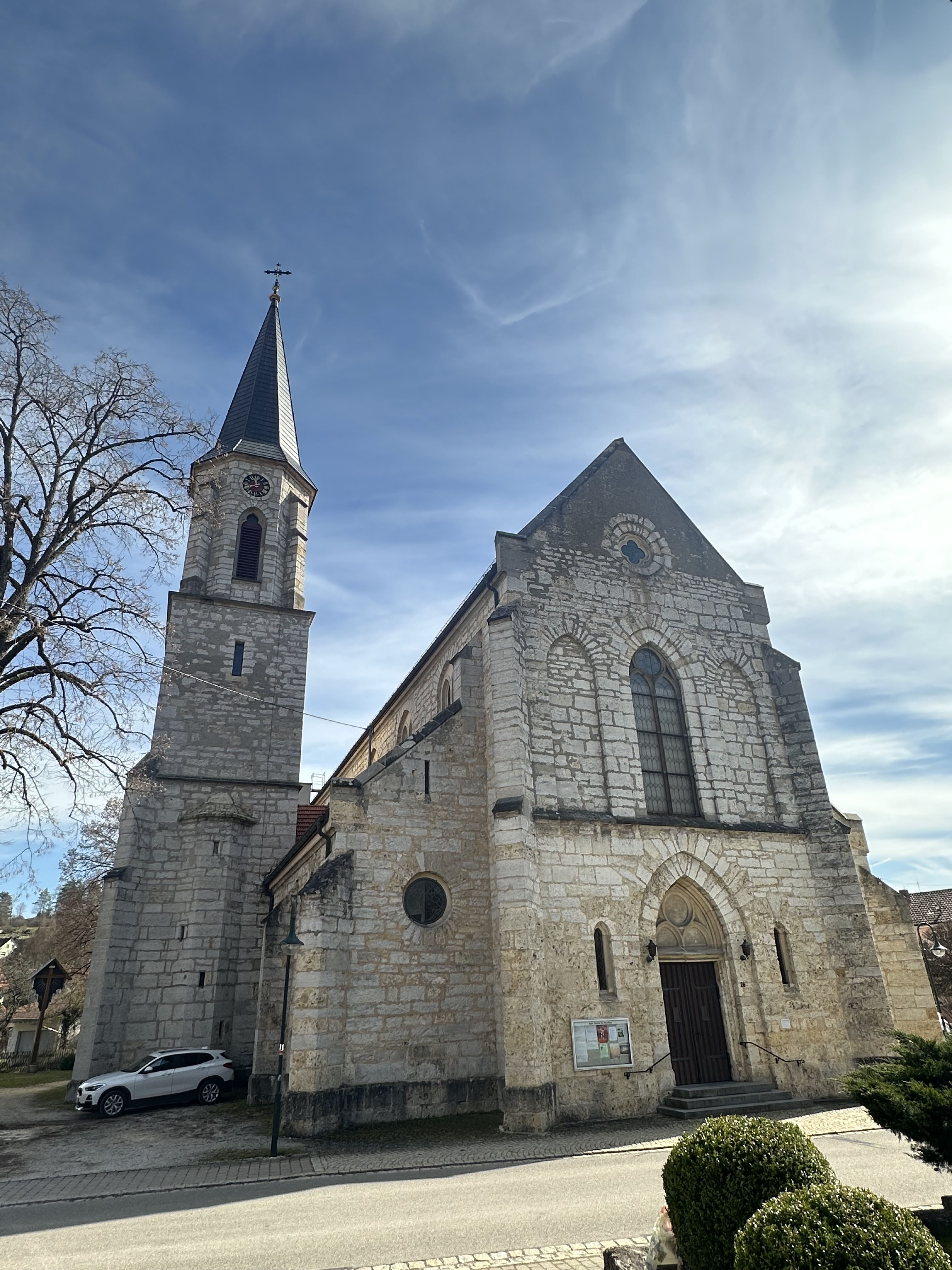
St. Mauritius

Die Pfarrkirche St. Mauritius ist die römisch-katholische Pfarrkirche der Gemeinde Neufra im Landkreis Sigmaringen. Die Kirche wurde von 1860 bis 1862 im Stile der Neugotik unter dem fürstlich-hohenzollerischen Hofbaumeister Josef Laur und Pfarrer Felix Bürkle erbaut. Die Kirche ist dem Heiligen Mauritius, dem Schutzpatron des Heeres, der Infanterie, der Messer- und Waffenschmiede, der Handwerker, die mit dunkler Farbe umgehen, und der Pferde geweiht.

## Bau

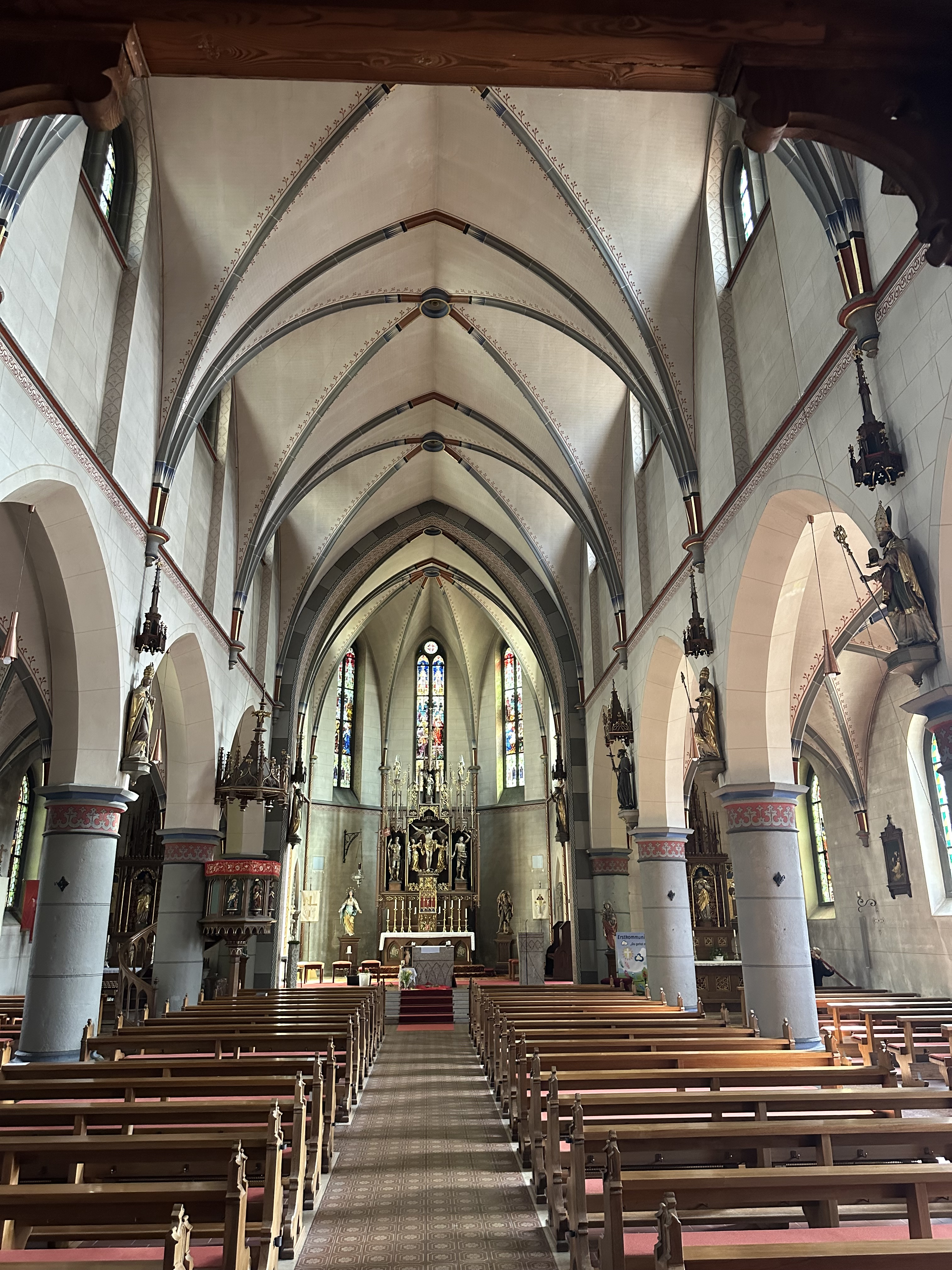
Innenraum

Der Grundstein wurde am 17. Oktober 1860 gelegt. Fast auf den Tag genau zwei Jahre später, am 19. Oktober 1862 konnte die Kirche bezogen werden. Die Konsekration, die durch den Bischof Lothar von Kübel vorgenommen wurde, erfolgte jedoch erst elf Jahre später, am 22. September 1873.
Der Bau der Kirche war nötig geworden, weil die Vorgängerkirche zu klein geworden war. Der Vorgängerbau, der von 1603 bis 1605 vom Adligen Albrecht von Speth als Grablege für seine Familie erbaut worden war, hatte eine Kapazität von 240 Plätzen im Kirchenschiff, sowie 200 weitere auf zwei Emporen. Mitte des 19. Jahrhunderts hatte Neufra jedoch 1372 überwiegend katholische Einwohner. Allein die rund 200 Schulkinder des Ortes füllten die Kirche schon fast aus. So entschied man sich für einen Neubau. Dieser fiel jedoch kleiner aus, als ursprünglich geplant. Grund hierfür war, dass bei der ursprünglichen Planung die Fehla hätte überbaut werden müssen, da der Platz nicht ausreichte. So wurde die Kirche etwas kleiner geplant, sodass sie genau zwischen Dorfstraße und Fehla passte. Dem Neubau mussten einige Gebäude weichen, darunter ein Feuerwehrschuppen, das alte Schulhaus der Gemeinde und das zum Pfarrhaus gehörende Waschhaus.
2014 mussten das Dach und der etwa 40 Meter hohe Turm der Kirche aufwändig renoviert werden. Die Kosten betrugen über 500.000 Euro, von denen rund 100.000 Euro durch Spenden der Gemeindemitglieder zusammenkamen.

## Kunst
St. Mauritius beheimatet ein Sandsteinepitaph von 1610, ein Grabmal Albrechts und seiner Frau Maria Anna von Riedheim, sowie das von Hans Dietrich von Speth. Diese Kunstwerke sind aus der Vorgängerkirche übernommen. Das Altarblatt gilt als ein Meisterwerk der Neugotik. Die Madonna stammt aus der Hand des Heinstetter Meisters. 1866 wurde der durch Maler Konstantin Hanner aus Gammertingen gestaltete Kreuzweg errichtet.

## Quelle
- Vor 150 Jahren entsteht die Pfarrkirche in Neufra. In: Schwäbische Zeitung, 5. Januar 2012